# 谷斯范
谷斯范（1916年—1999年），笔名艾荻、江荻，男，浙江上虞人，中国作家、编辑，浙江省作家协会原副主席，中国作家协会原理事。